# آتک
آتک (انگلیسی: Autech) شرکت خودروسازی ژاپنی است، که در سال ۱۹۸۶ تأسیس شد و هم‌اکنون زیرمجموعه‌ای از شرکت نیسان می‌باشد.